# Live ep
Albums de Keziah Jones
Blufunk Is a Fact
(1992) African Space Craft
(1995)
Live EP est un album de Keziah Jones sorti en 1993.
Les cinq premiers titres ont été enregistrés à La Cigalle (Paris) en novembre 1992. Le titre Rhythm Is Love a été enregistré précédemment au On Air Club (Tokyo) en mai 1992.
Une Edition Japonaise de ce live existe d'ailleurs avec les titres bonus The Waxing And The Waning	et	Walkin' Naked Thru' A Bluebell Field.

## Liste des titres
| No | Titre               | Durée |
| -- | ------------------- | ----- |
| 1. | Sream               | 3:41  |
| 2. | Hidetheology        | 5:12  |
| 3. | Rainy London Street | 2:54  |
| 4. | Blufunk is Alive!   | 1:45  |
| 5. | Secret Thoughts     | 5:08  |
| 6. | Rhythm Is Love      | 4:49  |